# Elecciones presidenciales de Filipinas de 1946
Las elecciones presidenciales de Filipinas de 1946 fueron realizadas el 23 de abril para escoger al primer Presidente de la Tercera República Filipina, que sería el primer jefe de Estado de un país filipino internacionalmente reconocido. Manuel Roxas, del recién fundado Partido Liberal de Filipinas, obtuvo un histórico triunfo con el 53% de los votos, siendo el primer candidato no miembro del Partido Nacionalista en ganar las elecciones. La Mancomunidad Filipina se disolvió un mes y medio después de esta elección, declarándose la independencia formal.

## Antecedentes
Tras la restauración del gobierno constitucional de la Mancomunidad Filipina en 1945, luego de tres años de ocupación japonesa, los nacionalistas filipinos exigieron al gobierno de los Estados Unidos que realizaran elecciones nacionales para concederle al país la soberanía formal, que estaba prometida precisamente para el siguiente (pues la Ley Tydings-McDuffie estipulaba que la independencia de Filipinas se iniciaría tras una transición de diez años: 1936-1946). La fecha del 23 de abril para las elecciones presidenciales fue aprobada por el presidente interino Sergio Osmeña (vicepresidente constitucional depuesto por los japoneses y que ejercía el cargo tras la muerte de Manuel L. Quezón en el exilio) el 5 de enero de 1946.

## Candidaturas
En un principio, tan solo dos partidos presentaron un candidato presidencial en estas elecciones. El Partido Nacionalista, partido hegemónico del país desde la instauración de la Mancomunidad en 1935, presentaron a Osmeña para la reelección presidencial, y a Eulogio Rodríguez como su compañero de fórmula para la vicepresidencia. El 19 de enero de 1946, el Partido Nacionalista sufrió una enorme escisión, pues el líder de su ala más liberal, Manuel Roxas, estableció formalmente el Partido Liberal de Filipinas, y declaró su intención de presentarse como candidato a la presidencia por dicho partido, con Elpidio Quirino como candidato a vicepresidente. Osmeña intentó por todos los medios convencer a Roxas de no dividir el partido a cambio de cargos altos en su administración, cosa que Roxas rechazó tajantemente. Un tercer partido, el Partido Modernista, escogió como candidatos a Hilario Camino Moncada y Luis Salvador para presidente y vicepresidente respectivamente.

## Resultados

### Presidenciales
| Candidatos           | Candidatos           | Partidos             | Votos     | %      |
| -------------------- | -------------------- | -------------------- | --------- | ------ |
|                      | Manuel Roxas         | Partido Liberal      | 1.333.392 | 53.94% |
|                      | Sergio Osmeña        | Partido Nacionalista | 1.129.996 | 45.71% |
|                      | Hilario Moncado      | Partido Modernista   | 8.538     | 0.35%  |
|                      |                      |                      |           |        |
| Total                | Total                | Total                | 2.471.926 | 100%   |
|                      |                      |                      |           |        |
| Votos válidos        | Votos válidos        | Votos válidos        | 2.471.926 | 85.3%  |
| Votos anulados       | Votos anulados       | Votos anulados       | 125.342   | 4.3%   |
| Votos en total       | Votos en total       | Votos en total       | 2.596.880 | 89.6%  |
| Votantes registrados | Votantes registrados | Votantes registrados | 2.898.604 |        |

### Vicepresidenciales
| Candidato            | Partido              | Partido              | Resultados | Resultados |
| Candidato            | Partido              | Partido              | Votos      | %          |
| -------------------- | -------------------- | -------------------- | ---------- | ---------- |
| Elpidio Quirino      |                      | Partido Liberal      | 1.161.725  | 52.36%     |
| Eulogio Rodríguez    |                      | Partido Nacionalista | 1.051.243  | 47.38%     |
| Luis Salvador        |                      | Partido Modernista   | 5.879      | 0.26%      |
| Votos válidos        | Votos válidos        | Votos válidos        | 2.218.847  | 85.4%      |
| Votos anulados       | Votos anulados       | Votos anulados       | 378.033    | 14.6%      |
| Votos en total       | Votos en total       | Votos en total       | 2.596.880  | 95.2%      |
| Votantes registrados | Votantes registrados | Votantes registrados | 2.898.604  | 100.0%     |

## Consecuencias

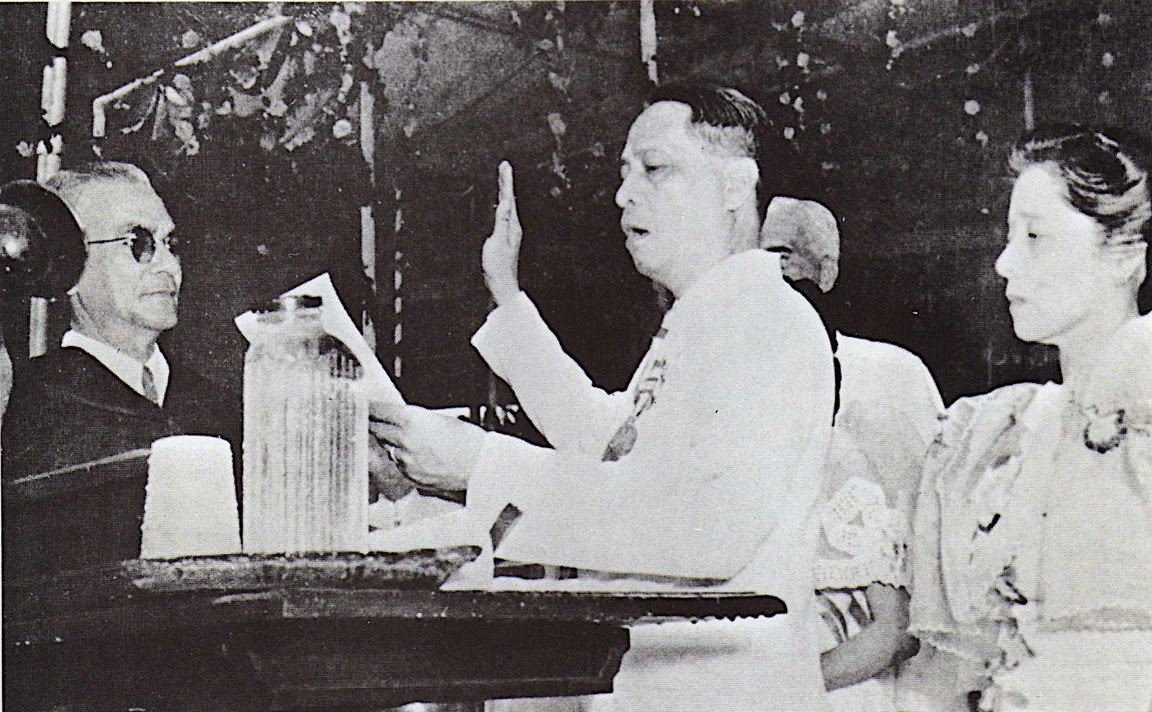
Roxas es juramentado como Presidente de la República el 4 de julio de 1946.

Tras su victoria, Roxas asumió el 28 de mayo el cargo como Presidente de la Mancomunidad Filipina, nombre del país durante su período como "estado asociado" a los Estados Unidos. El 3 de junio realizó un viaje especial a los Estados Unidos para discutir las condiciones de liberación formal del país, la cual fue concedida a partir de una serie de medidas y tratos que mermaron en gran medida la soberanía económica del futuro país. Roxas se vio obligado a forzar al congreso filipino a adoptar las medidas exigidas por los Estados Unidos para que se les diera la independencia total.
De este modo, se esperó hasta el 4 de julio, cuando finalmente los Estados Unidos reconocieron la independencia del archipiélago, para juramentar públicamente a Roxas como primer "Presidente de la República de Filipinas", en la Tribuna Independencia, en Manila, junto con su vicepresidente Elpidio Quirino.
Sin embargo, Roxas no llegaría a completar su mandato, debido a que dos años después, en abril de 1948, moriría de un ataque al corazón y sería reemplazado con Quirino.